# Ruzsa
Ruzsa es un pueblo húngaro perteneciente al distrito de Mórahalom en el condado de Csongrád, con una población en 2012 de 2522 habitantes.
La localidad era originalmente una finca conocida como Csorva, donde comenzaron a desarrollarse pequeñas granjas y casas de campo a finales del siglo XVIII. En el siglo XIX fue el lugar donde fue capturado el famoso bandolero Sándor Rózsa. La granja comenzó a desarrollarse a partir de 1927 como poblado ferroviario de una de las líneas que salían de Szeged, siendo reconocido como pueblo en 1950 y adoptando su topónimo actual en 1957. Casi todos los habitantes de la localidad son étnicamente magiares.
Se ubica unos 10 km al noroeste de la capital distrital Mórahalom.